# Bošáca
Bošáca (ungarisch Bosác – bis 1902 Bossác) ist eine Gemeinde im Westen der Slowakei mit 1321 Einwohnern (Stand 31. Dezember 2024), die zum Okres Nové Mesto nad Váhom (Trenčiansky kraj) gehört.

## Geographie

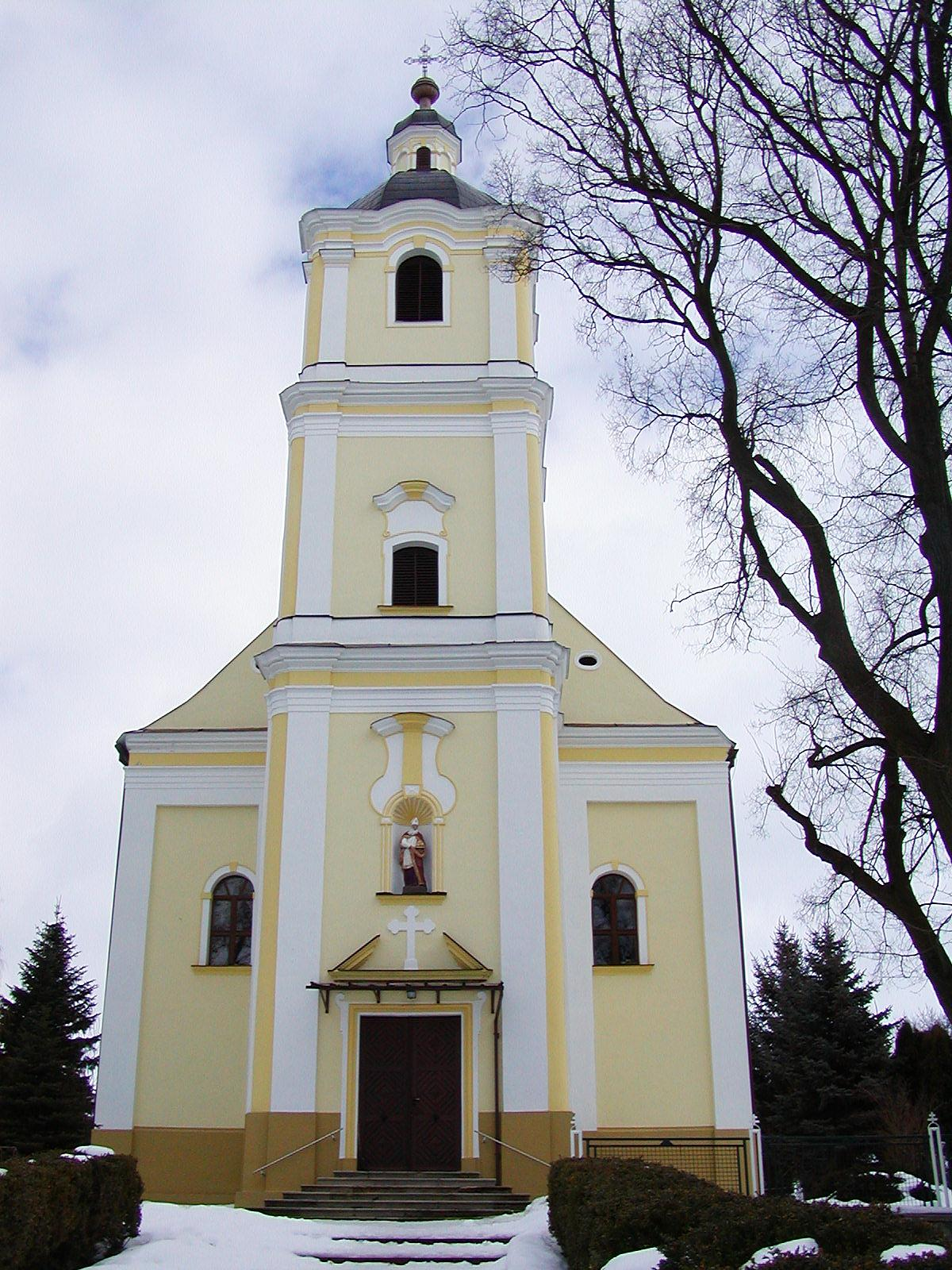
Maria-Himmelfahrt-Kirche (slowakisch Kostol Nanebovzatia Panny Márie) im Ort

Die Gemeinde liegt im Schatten der Weißen Karpaten am Bach Bošáčka, einem linken Zufluss der Waag, 10 Kilometer nördlich von Nové Mesto nad Váhom und 20 Kilometer westlich von Trenčín gelegen.
Die Gemeinde Bošáca gliedert sich in Gemeindeteile Bošáca und Zabudišová.

## Geschichte
Der Ort wurde zum ersten Mal 1380 als Bosach schriftlich erwähnt. Der Tradition nach leitet sich der Name von einem ehemaligen Holzkloster, das von Eremiten bewohnt war die nur barfüßig (slowakisch bosý) gingen, ab. Bošáca gehörte lange Zeit zum Herrschaftsgut der nahen Burg Beckov. Im Gegensatz zu den Nachbargemeinden Zemianske Podhradie und Trenčianske Stankvoce war Bošáca ganz und gar ein Bauernort. Der Ort war im 18. und 19. Jahrhundert durch den Obstbau bekannt: von dort stammt auch die heute noch existierende Sliwowitzbrennerei. Ursprünglich war nur im Waagtal liegender Teil bewohnt, nach der Besiedlung des in den Weißen Karpaten liegenden Anteils im 18. Jahrhundert wuchs die Bevölkerung ständig (1784: 2146 Einw., 1900: 3488 Einw., 1940: 4409 Einw.), bis zur Abtrennung der Gemeinde Nová Bošáca im Jahre 1950 und Auswanderung in die nahegelegenen Städte, die diesen Trend umdrehten, sodass heute die Einwohnerzahl nunmehr bei fast 1400 Einwohner liegt.

## Bevölkerung
| Jahr                | 1994 | 2004    | 2014    | 2024    |
| ------------------- | ---- | ------- | ------- | ------- |
| Anzahl der Personen | 1367 | 1342    | 1393    | 1321    |
| Unterschied         |      | −1,82 % | +3,80 % | −5,16 % |

| Jahr                | 2023 | 2024    |
| ------------------- | ---- | ------- |
| Anzahl der Personen | 1334 | 1321    |
| Unterschied         |      | −0,97 % |